# Dolno Tchitchevo
Dolno Tchitchevo (en macédonien Долно Чичево) est un village du centre de la Macédoine du Nord, situé dans la municipalité de Gradsko. Le village comptait 569 habitants en 2002.

## Démographie
Lors du recensement de 2002, le village comptait :
- Macédoniens : 72